# Encyklopedia Gdyni
Encyklopedia Gdyni – polska encyklopedia, zawierająca hasła związane z historią i współczesnością miasta Gdyni.
Wydanie pierwsze tej encyklopedii (t. I) opublikowała w 2006 Oficyna Verbi Causa; prace prowadził 4-osobowy Zespół redakcyjny Encyklopedii Gdyni pod redakcją Małgorzaty Sokołowskiej; łącznie wzięło w nich udział ponad 100 osób, w tym wielu wybitnych profesorów i doktorów historii, ekonomii, socjologii i innych dziedzin. Zawiera on 999 stron, na których umieszczono ponad 4000 haseł syntetycznych oraz szczegółowych, w tym wiele ilustrowanych, w tym około 1000 biogramów. Zawarte hasła dotyczą historii miasta, w tym okresu jego budowy wraz z portem, informacje dotyczące rozwoju terytorialnego, ludności, gospodarki (w tym lokalnych przedsiębiorstw), urbanistyki i architektury, nauki i oświaty, kultury i sztuki, organizacji społecznych oraz klubów sportowych.
Tom II encyklopedii wyszedł w grudniu 2009; 492 s., prawie 800 haseł, około 60 autorów. Częścią publikacji jest indeks obejmujący oba tomy Encyklopedii zawierający 12 tys. nazwisk i ponad 15 tys. haseł rzeczowych.